# Bolet d'esca de làrix
El bolet d'esca de làrix (Laricifomes officinalis) és una espècie de fong de l'ordre de les poliporals. Causa la podridura marró en el cor en les coníferes. Es troba a Europa, Àsia i Amèrica del Nord, així com al Marroc. Es coneix comunament com agarikon o quinina a causa del seu sabor extremadament amarg. Les anàlisis d'ADN recolzen L. officinalis com un sistema diferent del gènere Fomitopsis.
Els cossos fructífers una vegada es van recollir àmpliament per a la producció de quinina medicinal, que es pensava que podrien contenir-ho, pel sabor amarg de la pols. No obstant això, no contenen quinina i no tenen propietats contra la malària.
Els cossos fructífers distintius poden ser grans, de fins a 2 metres de llarg, en forma de peülla o columnar. Són de color groc-blanc suau, quan són joves, convertint-se aviat en blancs i calcaris. La decadència és marró, cúbicament esquerdat, amb feltres blancs gruixuts en grans esquerdes. El sabor de tots dos cossos fructífers i feltres és amarg i diferent per a aquesta espècie. Els arbres infectats poden ser hàbitat d'altres espècies atretes.

## Taxonomia
L'espècie va ser descrita com a Boletus officinalis pel botànic francès Dominique Villars l'any 1789. Bondartzew & Singer traslladen l'espècie al gènere Fomitopsis.

## Ús medicinal
Laricifomes officinalis va ser utilitzat pels antics grecs per tractar la tuberculosi d'acord amb els escrits de Dioscòrides l'any 65 AD, i per alguns pobles indígenes per tractar la verola. La presència d'agarikon en els llocs d'enterrament pot indicar que el seu ús va ser molt estès.

## Conservació
Laricifomes officinalis només es troba en boscos primaris, i creix en les coníferes, especialment en el pi d'Oregon (Pseudotsuga) i el làrix (Larix). La conservació de les poblacions silvestres de L. officinalis és una preocupant a causa de la pèrdua d'hàbitat de bosc antic. A causa que és difícil mantenir la integritat genètica a llarg termini dels ceps conreats en laboratori, és necessari preservar el fong en la naturalesa.

## En la cultura
L. officinalis va ser important punt medicinalment com espiritualment als pobles indígenes de la costa nord-oest del Pacífic d'Amèrica del Nord, com els Tlingit, Haida i Tsimshian. L. officinalis va ser esmentat com el "pa dels fantasmes" en les llengües locals, i cossos fructífers tallats van marcar les tombes dels xamans tribals.